# カスカイス駅
カスカイス駅（ポルトガル語: Estação Ferroviária de Cascais）はポルトガルのリスボン県カスカイスにある、リスボン近郊鉄道カスカイス線の駅。ユーラシア大陸最西端に位置する駅でもある。

## 沿革
1887年4月9日、ポルトガル鉄道会社はサンタ・アポローニャ駅からテージョ川沿いにアルカンタラ地区・カスカイス方面に鉄道を建設することが認可された。こうして建設が開始され、1889年9月30日にカスカイス線カスカイス-ペドロウソス間が開通時に駅が開業。カスカイス線は1895年9月4日のカイス・ド・ソドレの延伸開通をもって完成したが、技術的問題とリスボン市街地の景観問題により、サンタ・アポローニャまで延伸は叶わなかった。
1908年8月7日、ポルトガル鉄道会社はカスカイス線及び当駅の運営権をソシエダーデ・エストリルに貸し出した。1934年に、ソシエダーデ・エストリルは当駅の補修工事を行った。1976年12月13日にはソシエダーデ・エストリルとのリース契約が終了し、1977年1月からカスカイス線及び当駅はポルトガル鉄道会社の後継にあたるポルトガル鉄道（CP）運営となった。
1980年代〜1990年代に、ポルトガル鉄道はリスボン首都圏の郊外鉄道網の大規模再開発プロジェクトを開始し、当駅及びカスカイス線も対象に含まれ駅の改修や車両の更新が行われた。

## 駅構造
頭端式ホームは2面5線を有する地上駅。ホームの長さは119メートルまたは142メートルあり、高さは全て100センチメートルに統一されている。5線中4線は2-5番線が割り振られているが、1線のみ番号が割り振られておらず、なおかつ旅客用に使用されていない。

### のりば
| ホーム | 路線         | 方向 | 行先                   |
| ------ | ------------ | ---- | ---------------------- |
| 2-5    | カスカイス線 | 東行 | カイス・ド・ソドレ方面 |

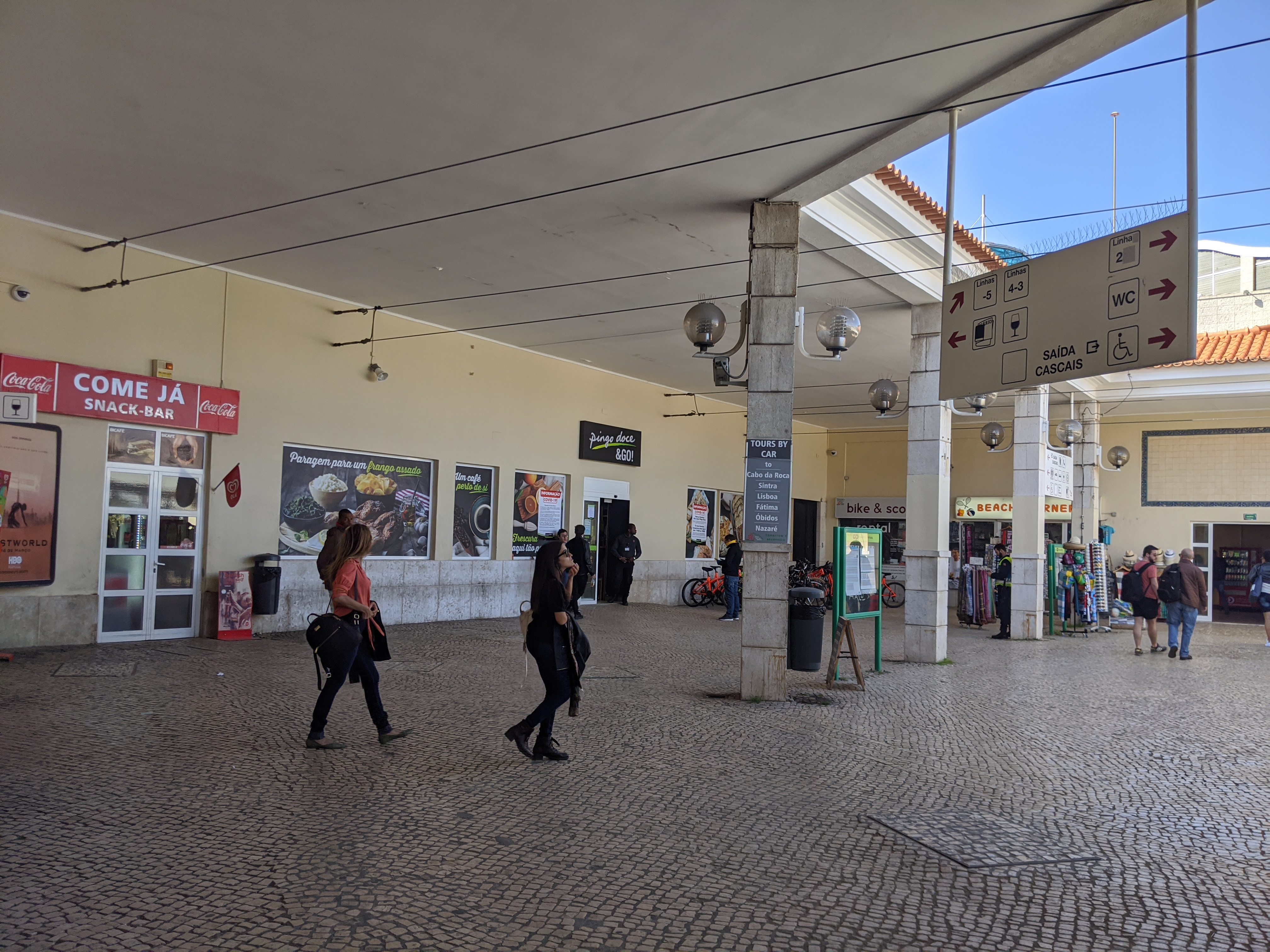
コンコース
改札口
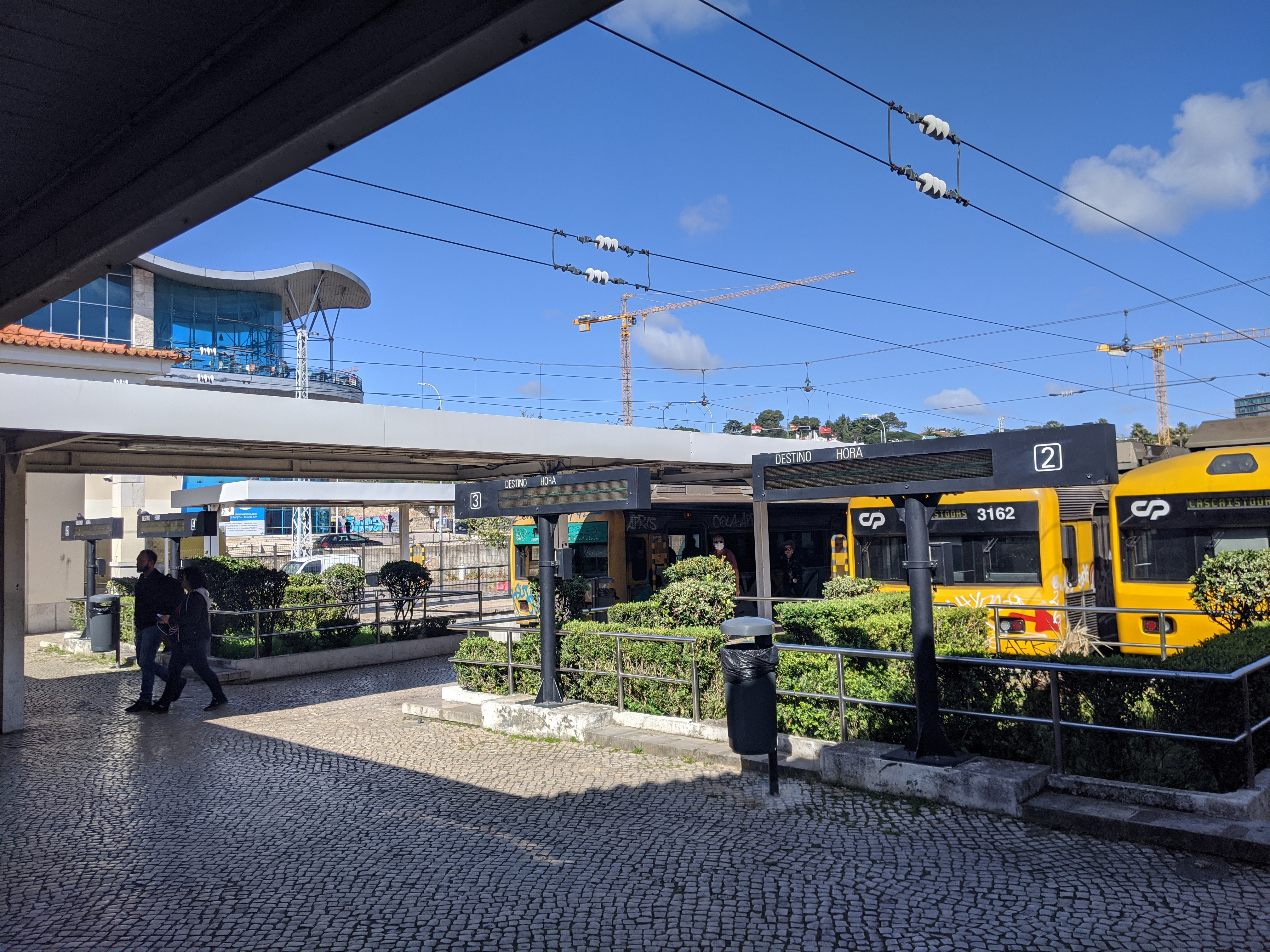
プラットホーム頭端部
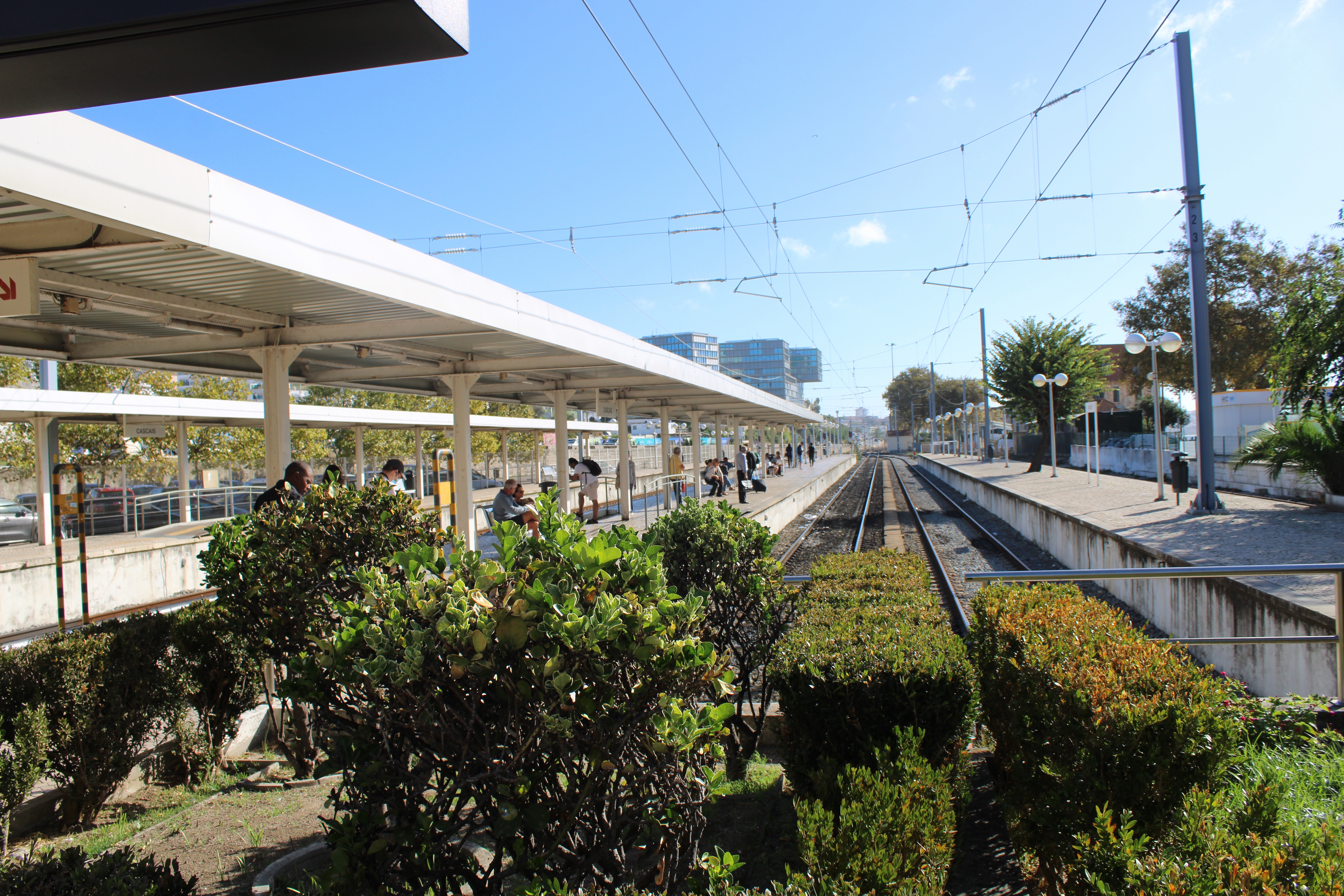
プラットホーム

## 駅周辺
- カスカイスバスターミナル
- カスカイスヴィラ・ショッピングセンター（CascaisVilla Shopping Centre）
  - ピンゴ・ドーセ（英語版、ポルトガル語版）
- オーシャン（英語版、ポルトガル語版）
- ヴィラ・カスカイス市場（Mercado da Vila Cascais）
- リベイラ・デ・カスカイスビーチ
- ライーニャビーチ

## 隣の駅
ポルトガル国鉄
 カスカイス線
モンテ・エストリル駅 - カスカイス駅